# Giulia Gwinn
Giulia Gwinn (Ailingen, Alemania; 2 de julio de 1999) es una futbolista alemana. Juega como centrocampista y su equipo actual es el FC Bayern Múnich de la Bundesliga de Alemania.

## Trayectoria

### Primeros años
Gwinn comenzó a jugar al fútbol a la edad de ocho años para TSG Ailingen y más tarde para VfB Friedrichshafen. En 2009, comenzó un período de cinco años en FV Ravensburg. Luego jugó una temporada para las juveniles de SV Weingarten.

### Clubes
En 2015, Gwinn se unió al SC Friburgo en la Bundesliga Femenina para la temporada 2015–16 a la edad de 16 años Inicialmente había acordado firmar para SC Friburgo en febrero de 2015, rechazando las ofertas del FC Bayern Múnich y 1. FFC Turbine Potsdam. El 13 de septiembre de 2015 (durante la tercera fecha de la Bundesliga) debutó en una victoria de 6–1 en casa sobre el 1. FC Köln. Ella sustituyó a Sandra Starke, haciendo su debut en la Bundesliga cuando tenía 16 años. Un mes más tarde, el 11 de octubre de 2015 (en la quinta fecha), en el partido contra SV Werder Bremen, fue su primera vez en la alineación titular. El 6 de diciembre de 2015 (en la 10.ª jornada) anotó en una victoria por 6-1 en casa sobre el Bayer 04 Leverkusen.

### Selección

#### Joven
Gwinn ha representado a Alemania en los equipos nacionales sub-15, sub-16 y sub-17. A la edad de 13 años, fue convocada por la entrenadora Bettina Wiegmann para el equipo nacional de menores de 15 años en noviembre de 2012. Hizo su debut para la selección nacional sub-15 en abril de 2013, en una victoria por 8-0 sobre Holanda. Hizo tres apariciones para el equipo nacional sub-16 en 2014. En 2015, fue la jugadora más joven en el equipo sub-17 para la Euro Sub-17 en Islandia donde el equipo llegó a las semifinales, pero fueron derrotadas 0–1 por la Selección femenina de fútbol sub-17 de Suiza. En mayo de 2016, ganó la Euro Sub-17 en Bielorrusia después de una tanda de penaltis contra la Selección femenina de fútbol sub-17 de España quedando 2-3 . Los cuatro jugadores del SC Friburgo en el equipo contribuyeron con siete de los 10 goles de Alemania en el torneo.
En la Copa Mundial Femenina de Fútbol Sub-17 de 2016 en Jordania, Gwinn ayudó a Alemania a vencer a Venezuela 2–1 en su primer partido y se le otorgó el premio a la Jugadora del Partido. Ella anotó el primer gol con una volea, luego asistió en el segundo gol de Klara Bühl. En el segundo partido de las alemanas contra la Selección femenina de fútbol sub-17 de Canadá, Gwinn salvó un empate 1–1 con un tiro libre. En el tercer partido, Gwinn anotó un gol en la victoria de Alemania sobre la Selección femenina de fútbol sub-17 del Camerún.
Ella jugó en el Campeonato Europeo Femenino Sub-19 de la UEFA 2017 (anotando un gol contra Escocia) en Irlanda del Norte donde llegó a la semifinal y con esto clasificó a la Copa Mundial Femenina de Fútbol Sub-20 de 2018 (en donde anotó un gol contra China y fue nombrada jugadora del partido contra Nigeria).

#### Adulta
El 14 de mayo de 2019, Gwinn fue convocada para la Copa Mundial Femenina de Fútbol de 2019 con la Selección de Alemania. En su debut aseguró la victoria para Alemania en su primer partido al anotar el único gol en una victoria de 1-0 en la fase de grupos sobre China. Fue nombrada Jugadora del Partido.

## Torneos internacionales
| Torneo                                         | Equipo   | Sede              | Resultado        |
| ---------------------------------------------- | -------- | ----------------- | ---------------- |
| Euro Sub-17 de 2015                            | Alemania | Islandia          | Semifinal        |
| Euro Sub-17 de 2016                            | Alemania | Bielorrusia       | Campeón          |
| Copa Mundial Femenina de Fútbol Sub-17 de 2016 | Alemania | Jordania          | Cuartos de final |
| Euro Sub-19 de 2017                            | Alemania | Irlanda del Norte | Semifinal        |
| Copa Mundial Femenina de Fútbol Sub-20 de 2018 | Alemania | Francia           | Cuartos de final |
| Copa Mundial Femenina de Fútbol de 2019        | Alemania | Francia           | Cuartos de final |
| Eurocopa Femenina 2022                         | Alemania | Inglaterra        | Subcampeón       |
| Torneo Olímpico Femenino de 2024               | Alemania | Francia           | Tercer puesto    |

## Clubes
| Club             | País     | Año           |
| ---------------- | -------- | ------------- |
| SC Friburgo      | Alemania | 2015-2019     |
| FC Bayern Múnich | Alemania | 2019-presente |

## Palmarés

### Títulos nacionales
| Título                         | Club          | País     | Año     |
| ------------------------------ | ------------- | -------- | ------- |
| Bundesliga Femenino            | Bayern Múnich | Alemania | 2020-21 |
| Bundesliga Femenino            | Bayern Múnich | Alemania | 2022-23 |
| Bundesliga Femenino            | Bayern Múnich | Alemania | 2023-24 |
| Supercopa de Alemania Femenino | Bayern Múnich | Alemania | 2024-25 |
| Bundesliga Femenino            | Bayern Múnich | Alemania | 2024-25 |
| DFB-Pokal Femenino             | Bayern Múnich | Alemania | 2024-25 |

### Títulos internacionales
| Título                    | Equipo                | Sede        | Año  |
| ------------------------- | --------------------- | ----------- | ---- |
| Campeonato Europeo Sub-17 | Selección de Alemania | Bielorrusia | 2016 |

### Individual
| Distinción                                                  | Año        |
| ----------------------------------------------------------- | ---------- |
| Mejor Jugadora Joven de la Copa Mundial Femenina de la FIFA | 2019       |
| IX Ideal de la Eurocopa Femenino                            | 2022       |
| Jugadora nacional femenina del año de Alemania              | 2019, 2024 |
| Silbernes Lorbeerblatt                                      | 2024       |